# Dust of Basement
The Dust of Basement fue una banda de música electrónica formada en 1991 originaria de Berlín. Ellos combinaban elementos de EBM, electro-industrial y synthpop. Sus últimos miembros fueron Sven Wolff con la música, Birgitta Behr y Peer Lebrecht en las letras.

## Integrantes
Birgitta Behr fue la voz femenina de este grupo desde 1993. Ella fue la responsable de las letras del "Disco Come With Me". Además de ser poseedora de una voz privilegiada, Birgitta Behr se encargó del arte de varios de los discos. Actualmente se dedica los proyectos alternos Calan.dra (2004) y Plas*tick (2006)
Sven Wolff estuvo con Dust of Basement desde 1992. Él componía y producía toda la música. Encargado de los sintetizadores de la banda. Fundó el Roentgenstudio.
Peer Lebrecht se convirtió en el vocalista -a la par con Birgitta- en el 2003. Desde el disco Home Coming Heavens escribía las letras de la agrupación.

## Discografía
- 1995 - Regress [EPCD]
- 1996 - Words of God [MCD]
- 1997 - Remembrances [CD]
- 1998 - Re-membrances [CD]
- 1999 - [vice versa] Opticus [CD]
- 2001 - Come with me... [CD]
- 2002 - Five become Two [DCD]
- 2003 - Home Coming Heavens [CD]
- 2004 - Awakening the Oceans [DCD]
- 2005 - Meridian [DCD]

- - 2006 - La banda se separa en el verano. Último Concierto 9/diciembre/2006 en Club K17 (Berlin)

## Miembros
- Birgitta Behr, pertenece al grupo Plas-Tick usando el sobrenombre de BB BLUE. La agrupación utiliza sonidos Future-Pop y con diseños más lúdicos que en Dust of Basement. También Birgita perteneció al proyecto Calan.dra mismo que fue inspiración para la cantante posterior a la muerte de su novio.
- Sven Wolff, Llevó a cabo el proyecto Essexx al lado de Sarah Noxx con el disco Bridges y el sencillo Undercover.